# U2:UV Achtung Baby Live at Sphere
U2:UV Achtung Baby Live at Sphere é uma turnê de concerto de residência da banda de rock irlandesa U2, residido na arena Sphere em Paradise, Estados Unidos. Programado para 40 shows com início em 29 de setembro de 2023 a 2 de março de 2024, o compromisso inaugurou o Sphere com apresentações focadas no álbum do grupo de 1991, Achtung Baby. Os shows aproveitam os recursos imersivos de vídeo e som do local, que incluem uma tela LED interna envolvente com resolução 16K, alto-falantes com tecnologias de formação de feixe e síntese de campo de onda e efeitos físicos em 4D.
O show foi planejado ao longo de 18 meses pelo designer de produção de longa data do grupo, Willie Williams, em colaboração com o artista e designer Es Devlin com o arquiteto Ric Lipson. Vários artistas foram contratados para fornecer arte em vídeo para os concertos, incluindo Devlin, Marco Brambilla, John Gerrard e o estúdio de efeitos Industrial Light & Magic (ILM). O palco apresenta um design minimalista em forma de toca-discos, emprestado da obra de arte "Turnttable" por Brian Eno. A equipe criativa da banda enfrentou vários desafios durante o desenvolvimento do show, que incluíram construir uma produção para um local inacabado com tecnologia totalmente nova, projetar um sistema de reprodução adequado e compartilhar o espaço com a equipe do filme Postcard from Earth (2023), de Darren Aronofsky.
A série de concertos não conta com a participação do baterista Larry Mullen Jr., decorrente da recuperando pós-cirúrgica, marcando sua primeira ausência em show desde 1978; o baterista Bram van den Berg, da banda de rock neerlandesa Krezip, substituiu Mullen. Inicialmente, rumores ocorreram em julho de 2022 de que o U2 estaria confirmado na Esfera, sendo posteriormente divulgado em um anúncio de televisão do Super Bowl LVII em fevereiro de 2023. Para coincidir com o início dos concertos, a banda lançou o single com tema de Las Vegas, denominado "Atomic City" (2023). O show inaugural do Sphere recebeu grande aclamação da crítica, com muitas críticas destacando a fusão bem-sucedida dos hits do U2 com o espetáculo do próprio local. Inicialmente prevista para decorrer de setembro a dezembro de 2023 em 25 espetáculos, os concertos foram prolongados até março de 2024 com 15 concertos adicionais, na sequência da recepção positiva e da elevada procura de bilhetes.

## Antecedentes
O Sphere foi anunciado em fevereiro de 2018. como um projeto conjunto entre a Madison Square Garden Sports (MSG Sports) e a Las Vegas Sands Corporation. O local foi comercializado por seu potencial de envolver o público com recursos revolucionários de som e vídeo. Medindo 112 m de altura e 157 m de largura em seu ponto mais largo, a Sphere está localizada a leste do resort Venetian de Las Vegas Sands, próximo à Las Vegas Strip. O primeiro dia de construção ocorreu em setembro de 2018 com expectativas de que seria inaugurado em 2021. Em março de 2020, a MSG Entertainment anunciou que a construção estava sendo interrompida devido à pandemia de COVID-19. Em agosto, a empresa informou que a construção foi retomada e que a inauguração da Sphere foi remarcada para 2023.

## Datas dos concertos
| Data                    | Show de abertura        | N.º de publico | Receita |
| ----------------------- | ----------------------- | -------------- | ------- |
| 29 de setembro de 2023  | Pauli "the PSM" Lovejoy | —              | —       |
| 30 de setembro de 2023  | Pauli "the PSM" Lovejoy | —              | —       |
| 5 de outubro de 2023    | Pauli "the PSM" Lovejoy | —              | —       |
| 7 de outubro de 2023    | Pauli "the PSM" Lovejoy | —              | —       |
| 8 de outubro de 2023    | Pauli "the PSM" Lovejoy | —              | —       |
| 11 de outubro de 2023   | Pauli "the PSM" Lovejoy | —              | —       |
| 13 de outubro de 2023   | Pauli "the PSM" Lovejoy | —              | —       |
| 14 de outubro de 2023   | Pauli "the PSM" Lovejoy | —              | —       |
| 18 de outubro de 2023   | Pauli "the PSM" Lovejoy | —              | —       |
| 20 de outubro de 2023   | Pauli "the PSM" Lovejoy | —              | —       |
| 21 de outubro de 2023   | Pauli "the PSM" Lovejoy | —              | —       |
| 25 de outubro de 2023   | Pauli "the PSM" Lovejoy | —              | —       |
| 27 de outubro de 2023   | Pauli "the PSM" Lovejoy | —              | —       |
| 28 de outubro de 2023   | Pauli "the PSM" Lovejoy | —              | —       |
| 1 de novembro de 2023   | Pauli "the PSM" Lovejoy | —              | —       |
| 3 de novembro de 2023   | Pauli "the PSM" Lovejoy | —              | —       |
| 4 de novembro de 2023   | Pauli "the PSM" Lovejoy | —              | —       |
| 1 de dezembro de 2023   | Pauli "the PSM" Lovejoy | —              | —       |
| 2 de dezembro de 2023   | Pauli "the PSM" Lovejoy | —              | —       |
| 6 de dezembro de 2023   | Pauli "the PSM" Lovejoy | —              | —       |
| 8 de dezembro de 2023   | Pauli "the PSM" Lovejoy | —              | —       |
| 9 de dezembro de 2023   | Pauli "the PSM" Lovejoy | —              | —       |
| 13 de dezembro de 2023  | Pauli "the PSM" Lovejoy | —              | —       |
| 15 de dezembro de 2023  | Pauli "the PSM" Lovejoy | —              | —       |
| 16 de dezembro de 2023  | Pauli "the PSM" Lovejoy | —              | —       |
| 26 de janeiro de 2024   | Pauli "the PSM" Lovejoy | —              | —       |
| 27 de janeiro de 2024   | Pauli "the PSM" Lovejoy | —              | —       |
| 31 de janeiro de 2024   | Pauli "the PSM" Lovejoy | —              | —       |
| 2 de fevereiro de 2024  | Pauli "the PSM" Lovejoy | —              | —       |
| 3 de fevereiro de 2024  | Pauli "the PSM" Lovejoy | —              | —       |
| 7 de fevereiro de 2024  | Pauli "the PSM" Lovejoy | —              | —       |
| 9 de fevereiro de 2024  | Pauli "the PSM" Lovejoy | —              | —       |
| 10 de fevereiro de 2024 | Pauli "the PSM" Lovejoy | —              | —       |
| 15 de fevereiro de 2024 | Pauli "the PSM" Lovejoy | —              | —       |
| 17 de fevereiro de 2024 | Pauli "the PSM" Lovejoy | —              | —       |
| 18 de fevereiro de 2024 | Pauli "the PSM" Lovejoy | —              | —       |
| 23 de fevereiro de 2024 | Pauli "the PSM" Lovejoy | —              | —       |
| 24 de fevereiro de 2024 | Pauli "the PSM" Lovejoy | —              | —       |
| 1 de março de 2024      | Pauli "the PSM" Lovejoy | —              | —       |
| 2 de março de 2024      | Pauli "the PSM" Lovejoy | —              | —       |